# Канцер Дмитро Анатолійович
Канцер Дмитро Анатолійович (позивний «Морячок») (10 березня 1987 — 9 березня 2022) — головний сержант взводу снайперів 503 ОБМП, учасник російсько-української війни.

## Біографія
Дмитро Канцер народився 10 березня 1987 року в селі Чорнобаївка. Після закінчення місцевої школи, здобув фах будівельника в Херсонському вищому професійному училищі № 2.
У 2007 році був призваний на строкову службу, яку проходив у місті Севастополь. Після армії продовжив навчання у Професійному морському ліцеї ХДМА, а згодом — у Морському фаховому коледжі ХДМА, де здобув професію штурмана.
У 2014 році, коли почалася війна, став на захист України. Воював у складі Збройних сил, брав участь в АТО.
У 2017 році підписав контракт із 503-м окремим батальйоном морської піхоти ЗСУ. Командував взводом снайперів, мав позивний «Морячок». Брав участь у боях під Маріуполем, а також були ротації в Донецькій та Луганській областях.
9 березня 2022 року, під час виконання бойового завдання, загинув у бою поблизу села Красна Поляна Волноваського району Донецької області. Наразі ця територія перебуває під тимчасовою російською окупацією, тому тіло Дмитра досі не вдалося повернути.

## Нагороди
- Орден «За мужність» III ступеня (посмертно)[4]
- Відзнака Президента України «За участь в антитерористичній операції» (двічі)
- Нагрудний знак «Учасник АТО»
- Нагрудний знак «За зразкову службу»
- Нагрудний знак «503 ОБМП»
- Відзнака Деснянського РВК у м. Києві «Захиснику Вітчизни»
- Почесний знак «Маріуполь. Відстояли — Перемогли»
- Знак пошани «Захисник Маріуполя»
- Годинник від Президента України (прижиттєво)

## Вшанування пам'яті
Наказом начальника Чорнобаївської сільської військової адміністрації від 23.09.2024 року № 1303 внесено до «Книги Пошани» почесних громадян села Чорнобаївка. Портрет Дмитра Канцера встановлено на Алеї Героїв у Чорнобаївці.